# Ultra Blue
Albums de Hikaru Utada
Deep River
(2002) Heart Station
(2008)
Compilations par Hikaru Utada
Single Collection Vol.1
(2004)
Albums par Utada
Exodus
(2004)
Singles
Ultra Blue est le quatrième album d'Hikaru Utada (sous ce nom), sorti en 2006.

## Présentation
L'album sort le 14 juin 2006 au Japon sous le label EMI Music Japan, ainsi qu'en Chine, à Hong Kong et à Taiwan ; il sort en Corée du Sud une semaine plus tard, au Canada le mois suivant, et aux États-Unis en septembre. L'album sort quatre ans après le précédent album japonais d'Hikaru Utada, Deep River ; entre-temps sont cependant sortis en 2004 sa compilation Single Collection Vol.1 et son album américain Exodus (attribué simplement à "Utada").
Au Japon, L'album atteint la 1re place du classement des ventes de l'Oricon. Il s'y vend à 500 317 exemplaires la première semaine, et reste classé pendant 53 semaines, se vendant à plus de 900 000 exemplaires physiques, ce qui en fait le septième album le plus vendu de l'année au Japon ; il est cependant l'album le moins bien vendu de la chanteuse jusqu'alors. Il est aussi le quatrième album le plus vendu de l'année en téléchargement sur le site japonais d'iTunes.
L'album contient douze chansons (et un interlude musical), dont six déjà parues sur les cinq singles sortis après l'album précédent : Colors en 2003, Dareka no Negai ga Kanau Koro en 2004, Be My Last et Passion en 2005, et Keep Tryin' (avec Wings en "face B") sorti quatre mois auparavant. Une des autres chansons de l'album, This Is Love, est sorti en single digital deux semaines auparavant pour le promouvoir en radio. Une autre est interprétée avec Masashi Yamada, chanteur de The Back Horn.

## Liste des titres
Toutes les chansons sont écrites et composées par Hikaru Utada et arrangées par elle, sauf titre n° 7 coarrangé avec Kei Kawano.
| 1.  | This Is Love                                         | 5:00 |
| 2.  | Keep Tryin'                                          | 4:55 |
| 3.  | Blue (BLUE)                                          | 5:17 |
| 4.  | Nichiyō no Asa (日曜の朝)                            | 4:46 |
| 5.  | Making Love                                          | 4:27 |
| 6.  | Dareka no Negai ga Kanau Koro (誰かの願いが叶うころ) | 4:29 |
| 7.  | Colors (COLORS)                                      | 4:01 |
| 8.  | One Night Magic feat. Yamada Masashi                 | 4:41 |
| 9.  | Kairo (海路)                                         | 3:36 |
| 10. | Wings (WINGS) (du single Keep Tryin')                | 4:54 |
| 11. | Be My Last                                           | 4:32 |
| 12. | Eclipse (Interlude) (instrumental)                   | 1:34 |
| 13. | Passion                                              | 4:43 |

Notes
1. ↑  Lit. : "Dimanche matin"
2. ↑  Lit. : "Quand le vœu de quelqu'un se réalise"
3. ↑  Lit. : "Route maritime"